# Budżet elastyczny
Budżet elastyczny – budżet, który jest tworzony w taki sposób, aby było możliwe korygowanie wstępnie zaplanowanych wielkości w zależności od rzeczywistych rozmiarów działalności i rozwoju pozycji przedsiębiorstwa.

## Metoda budżetowania elastycznego
Poszczególne pozycje budżetu mogą być dostosowywane do każdego poziomu rozmiarów działalności danego przedsiębiorstwa. Niezbędne jest sprecyzowanie jednej wielkości, opisującej rozmiary działalności. Może to być np. miara produkcji wykazana w ilości wytworzonej produkcji lub maszynogodzinach. Zakłada się z góry, że poziom poszczególnych pozycji kosztów jest uzależniony od upływu czasu, rozmiarów prowadzonej działalności, bądź od obu wymienionych elementów jednocześnie. Oprócz tego wszystkie koszty muszą zostać podzielone na koszty stałe i zmienne wobec tej wielkości. 
Koszty całkowite = koszty zmienne + koszty stałe
W praktyce kreowanie budżetu elastycznego sprowadza się do definiowania formuł, które będą obrazować zależność między wysokością pozycji danego budżetu a przyjętą jednostką rozmiarów działalności.
Na przykład, budżet przychodów ze sprzedaży można wyrazić funkcją:
S(q)=∑ⁿi=1 pᵢ x qᵢ
gdzie:
S - przychody ze sprzedaży
p - cena produktu
q - rozmiary sprzedaży
i - 1,2,3,…, n- poszczególne produkty

## Zastosowanie
Zastosowanie tego modelu budżetowania jest wskazane szczególnie tym jednostkom gospodarczym, których koszty zmienne stanowią wysoki udział kosztów całkowitych. 
Metoda ta jest o tyle efektywna, że w fazie sporządzania budżetu trudno jest przewidzieć rzeczywistą wielkość produkcji. Zaletą budżetowania elastycznego jest to, że pozwala ona z góry określić uzasadniony poziom kosztów dla różnych możliwych rozmiarów działalności. Możliwa jest kontrola wykonania budżetu prowadzona w stosunku do budżetu zakładającego faktyczne, a nie planowane rozmiary działalności. Budżet elastyczny jest sporządzany dla różnych rozmiarów działalności i dzięki możliwości reakcji na zmiany warunków gospodarczych jego stosowanie może w dużym stopniu ułatwić interpretację stopnia wykonania. Tym samym przedsiębiorstwo będzie miało możliwość podjęcia skutecznych działań, które wpłyną na poprawę wyniku finansowego. Wadą tej metody jest to, że jej stosowanie staje się bardzo pracochłonne w przypadku występowania bardziej skomplikowanych powiązań między poziomem kosztów a rozmiarami działalności.